# Востокское городское поселение
Востокское городско́е поселе́ние — городское поселение в Красноармейском районе Приморского края.
Административный центр — пгт Восток.

## История
Статус и границы городского поселения установлены Законом Приморского края от 9 августа 2004 года № 137-кз «О Красноармейском муниципальном районе»

## Население
| 2009  | 2010  | 2011  | 2012  | 2013  | 2014  | 2015  |
| ----- | ----- | ----- | ----- | ----- | ----- | ----- |
| 3970  | ↗4103 | ↗4112 | ↘4005 | ↘3969 | ↘3914 | ↗3925 |
| 2016  | 2017  | 2018  | 2019  | 2020  | 2021  | 2023  |
| ↘3853 | ↘3848 | ↘3833 | ↘3767 | ↘3718 | ↘3313 | ↘3236 |

## Состав городского поселения
В состав городского поселения входит один населённый пункт — пгт Восток.

## Местное самоуправление
Администрация
Адрес: 692183, пгт Восток, ул. Молодёжная, 1-а. Телефон: 8 (42359) 27-1-72
Глава администрации
- Курзина Тамара Николаевна